# Bolhoedbreeksteeltje
Het bolhoedbreeksteeltje (Conocybe apala) is een schimmel behorend tot de familie Bolbitiaceae. Hij leeft saprotroof op humeuze voedselrijke grond in gazon.

## Kenmerken

### Uiterlijke kenmerken
Hoed
Het is een kleine paddenstoel met een hoed diameter van 8 tot 15 millimeter. De hoed varieert van fusiform tot conisch en wordt later klokvormig tot conisch. Het oppervlak is glad en droog, later wordt het schurftig. De hoed is zwak hygrofaan. De kleur is lichtcrèmekleurig tot
ivoorkleurig, oud vuilbeige met een lila tint.
Steel
De steel heeft een lengte van 60-80 (-110) mm en een dikte van 1–2 (-3) mm. De steel is cilindrisch.
Lamellen
De lamellen zijn aanvankelijk lichtoker en worden later helderroestgeel, en ze zijn fijn aangehecht aan de steel. 
Sporenprint
De sporenprint is roestbruin.

### Microscopische kenmerken
De sporen zijn ellipsoïde en meten 11,5-13 (-13,5) × 6,5-7,5 μm.

## Verspreiding
In Nederland komt het bolhoedbreeksteeltje vrij zeldzaam voor. Het staat op de rode lijst in de categorie 'gevoelig'.

## Foto's

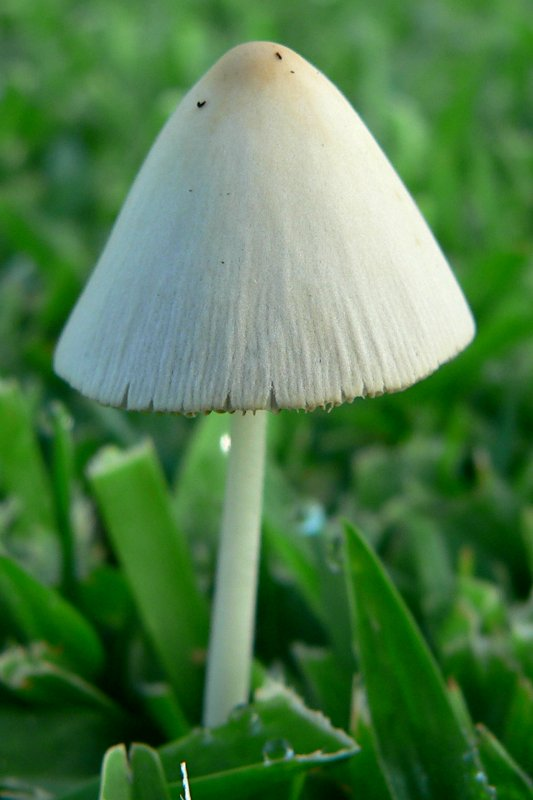
Hoed
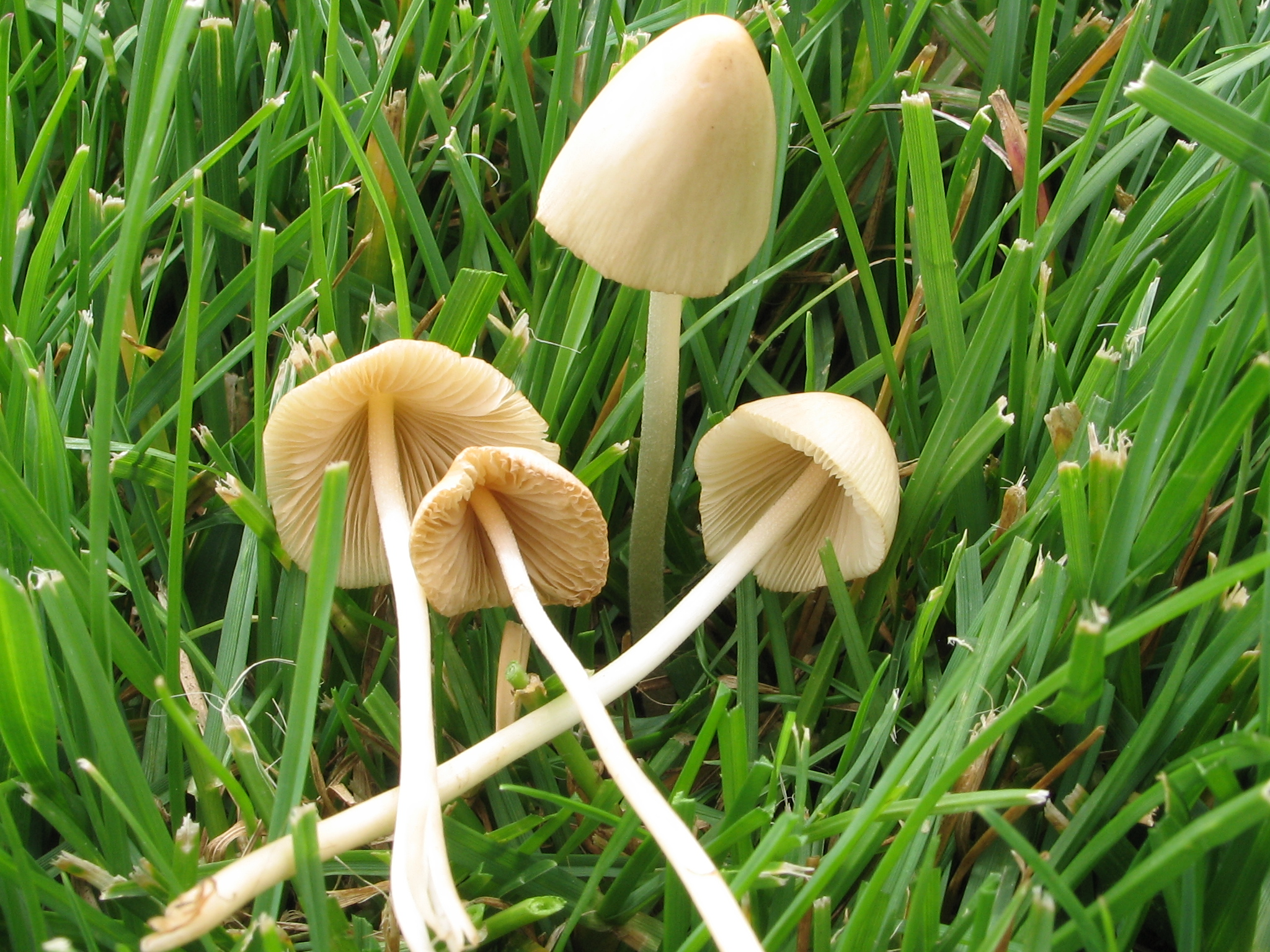
Groepje
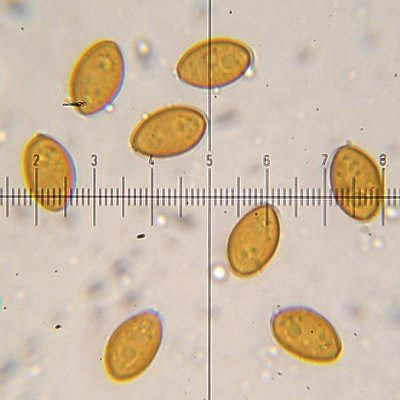
Sporen
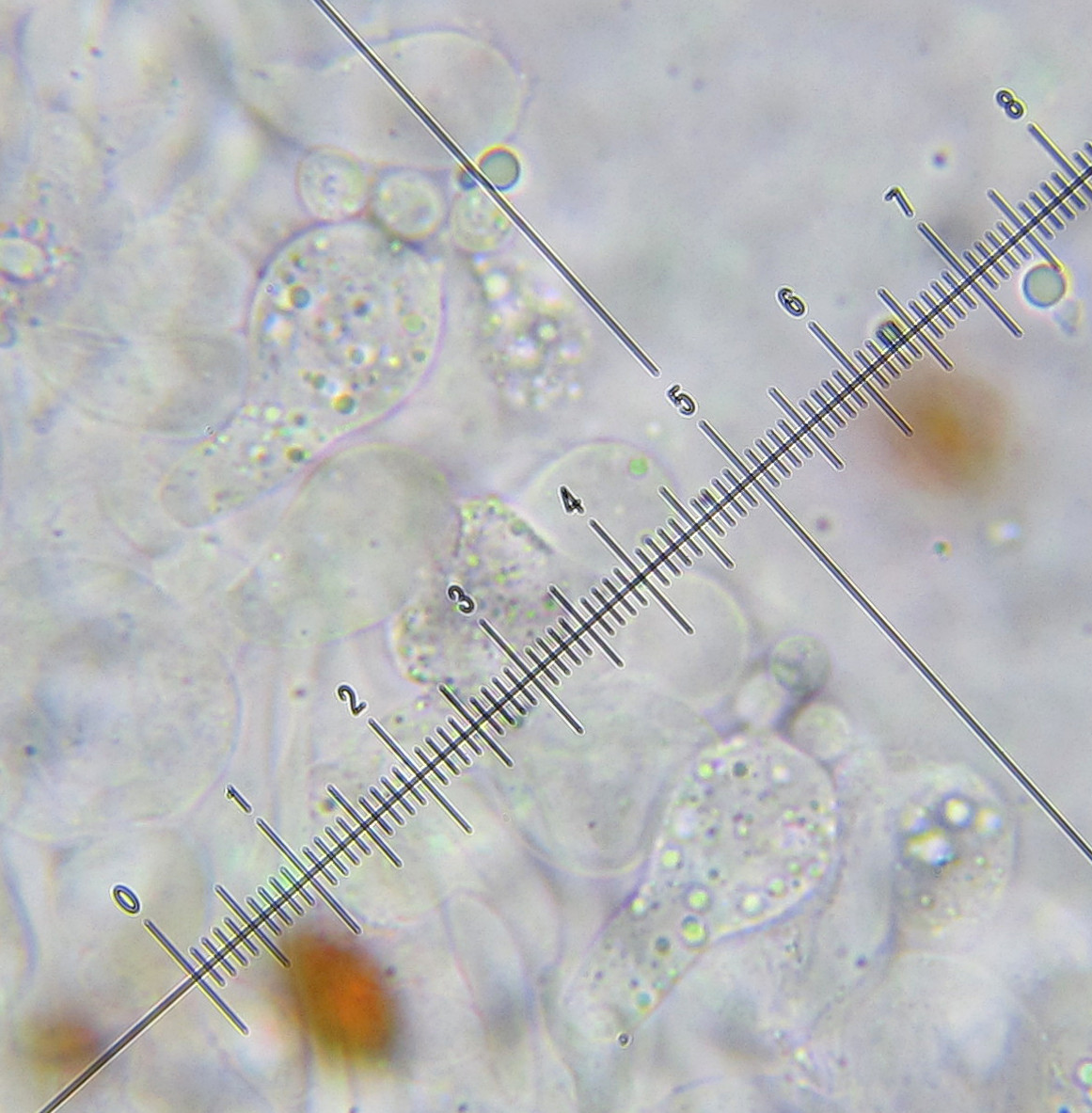
Cystidia
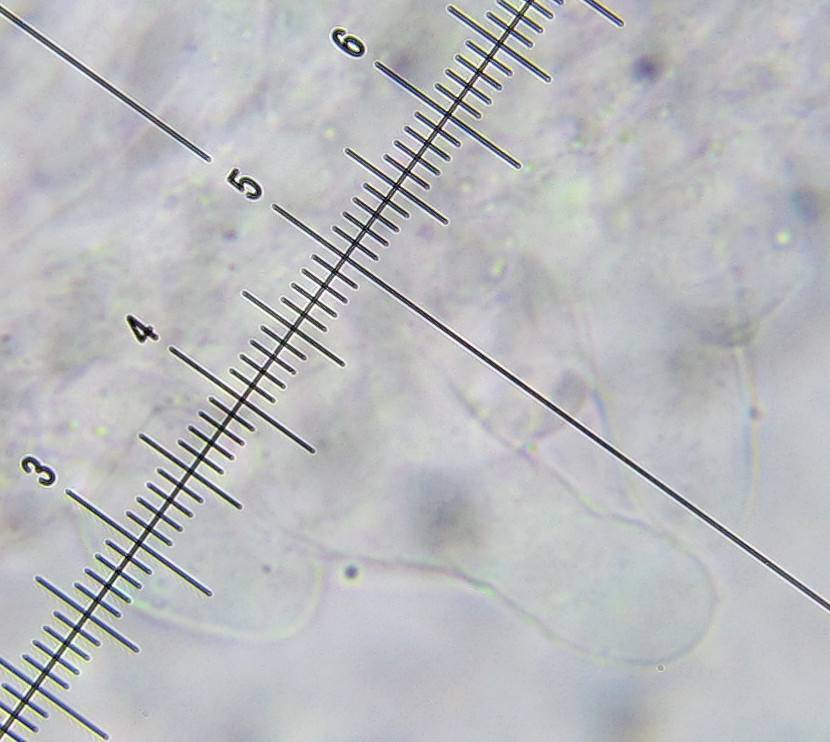
Cystidia